# Sphaerostephanos debilis
Sphaerostephanos debilis är en kärrbräkenväxtart som först beskrevs av Georg Heinrich Mettenius, och fick sitt nu gällande namn av Holtt. Sphaerostephanos debilis ingår i släktet Sphaerostephanos och familjen Thelypteridaceae. Inga underarter finns listade.